# Drumright
Drumright é uma cidade localizada no estado norte-americano de Oklahoma, no Condado de Creek e Condado de Payne.

## Demografia
Segundo o censo norte-americano de 2000, a sua população era de 2905 habitantes.
Em 2006, foi estimada uma população de 2894, um decréscimo de 11 (-0.4%).

## Geografia
De acordo com o United States Census Bureau tem uma área de
18,3 km², dos quais 18,3 km² cobertos por terra e 0,0 km² cobertos por água. Drumright localiza-se a aproximadamente 259 m acima do nível do mar.

## Localidades na vizinhança
O diagrama seguinte representa as localidades num raio de 20 km ao redor de Drumright.